# Aeroclub Barcelona-Sabadell
El Aero Club Barcelona-Sabadell se fundó en 1953, como resultado de la unión de dos clubes de la aviación en Cataluña, el de Barcelona y el de Sabadell.

## Sedes
El AeroClub Barcelona Sabadell desarrolla sus actividades en el Aeropuerto de Sabadell (Barcelona) en el Aeródromo de La Cerdaña (Gerona) y en el Aeropuerto de Seo de Urgel (Lérida). Aunque es en el Aeropuerto de Sabadell donde está su sede principal, y donde se desarrolla la mayor parte de la actividad del vuelo con motor.

## Flota
La flota de AeroClub Barcelona-Sabadell está formada por un total de 43 aeronaves: 27 aviones monomotor, 4 aviones multimotor, 3 helicópteros, 3 aviones acrobáticos y 6 planeadores.
- Cessna 152
- Tecnam P92
- Cessna 172 N
- Cessna 172 R
- Cessna 172 FRJ
- Cessna 172 S
- Cessna 182 T
- PIPER PA-23
- CAP-10
- ZLIN Z-50
- Tecnam P2006T
- Robinson 44
- Grob Twin Astir
- Grob Twin II Acro
- K7
- ASW15
- Duo Discus
- Speed Astir

## Cursos
- En el AeroClub Barcelona Sabadell se imparten los siguientes cursos:

1. Iniciación Avión
2. Iniciación Helicóptero
3. Iniciación Vuelo acrobático
4. Iniciación ULM
5. Iniciación Vuelo a vela
6. Piloto Privado Avión PPL(A)
7. Piloto de Transporte de Línea Aérea integrado ATPL(A)
8. Piloto de Transporte de Línea Aérea modular ATPL(A)
9. Piloto Comercial de Avión modular CPL(A)
10. Piloto Privado Helicóptero PPL(H)
11. Piloto de Ultraligero ULM
12. Piloto de Planeador
13. Habilitación R44
14. Habilitación Avión multimotor ME
15. Habilitación Instrumental IR
16. Posiciones Anormales
17. Perfeccionamiento

En la sección de Acrobacia aérea dio clases José Luis Aresti.
- En el Aeródromo de La Cerdanya se imparten los siguientes cursos:

1. Vuelo con motor, Iniciación Avión
2. Iniciación ULM
3. Piloto Privado Avión
4. Vuelo sin motor, Iniciación Vuelo a vela
5. Ultraligero